# Andreas von Miedan
Andreas von Miedan (auch von Miedam, von Miedon oder von Miethan; geboren 1614; gestorben 2. August 1686 in Burghausen) war ein bayerischer Jurist.

## Werdegang
Andreas von Miedan war Doktor der Rechte, churfürstlicher Regimentsrat und Regierungskanzler sowie Lehensprobst zu Burghausen. Er war seit dem 13. Dezember 1633 Regiments- und Regierungsrat in Straubing. Nach 16-jähriger Tätigkeit wurde er 1649 Regierungskanzler in Burghausen. Ab dem 17. Oktober 1651 war er bis zum 4. September 1664 Hofrat in München. Er wurde anschließend bis zu seinem Tod wieder mit dem Amt des Regierungskanzlers in Burghausen beauftragt.

## Familie
Er war verheiratet mit Anna Maria von Brumb (gestorben 13. Juni 1684). Der Ehe entsprossen sechs Kinder, wobei vor allem Johann Franz hervorragt, der 1663 das Wilhelmsgymnasium München absolvierte, als Jurist in die Fußstapfen des Vaters trat und churbayerischer Beamter wurde.
Kinder:
1. Johann Franz von Miedan, * 18. Juli 1646, Jurist, 1674/75 Richter in Marktl, später Pflegekommissär in Reichenhall.[4]
  1. Johann Kajetan Joseph, geboren in Reichenhall, absolvierte das Wilhelmsgymnasium in München im Jahr 1709.
2. Johann Maximilian, * 23. Juni 1645
3. Christoph, * 12. Juli 1647
4. Benno Ludwig, * 14. August 1648
5. Maria Theresia, * 21. März 1650
6. Maria Johanna, * 20. April 1651.